# 原昌宏
原 昌宏（はら まさひろ、1957年 - ）は、日本の工学技術者。デンソーウェーブ主席技師。
1994年にQRコードを開発したことで知られている。

## 来歴

### 生い立ち
東京都杉並区出身。法政大学第二高等学校を経て、法政大学工学部電気工学科に入学。1980年に同校を卒業した。

### 技術者として

モバイル版のウィキペディア日本語版のURLを含むQRコードの例

法政大学を卒業後の1980年、トヨタグループの部品サプライヤーであるデンソーに入社する。入社当初はバーコードリーダーの開発などを行った。1992年、開発部門に所属していた原は、自動車部品の管理の効率化という現場からの要求に応えるため、新たなコードの開発を開始する。昼休憩中に打っていた囲碁の白黒の配置からヒントを得たそのコードは、QRコードとして1994年に導入された。原はレントゲン撮影や心電図のためのQRコードを開発したいと述べている。2022年現在はデンソーウェーブに所属している。
2014年、原とQRコードの開発チームは欧州発明家賞を受賞した。2023年日本学士院賞・恩賜賞受賞。
2023年、法政大学より、名誉博士号を授与。

## 人物
原はニジェールの教育を改善するための国際協力機構のプロジェクトである「みんなの学校」のチーフエンジニア兼アドバイザーであった。

## 賞歴
- 2014年 - 欧州発明家賞
- 2023年 - 日本学士院賞・恩賜賞
- 2024年 - 中日文化賞[19]

## 著作
- Co-author of chapters 7 & 12 of  "Educational development through community-wide collaboration", 2020 book "Community Participation with Schools in Developing Countries" ISBN 9780429057472[20][21]